# Helga Cup

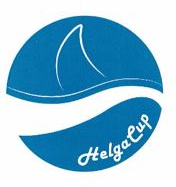
Helga Cup

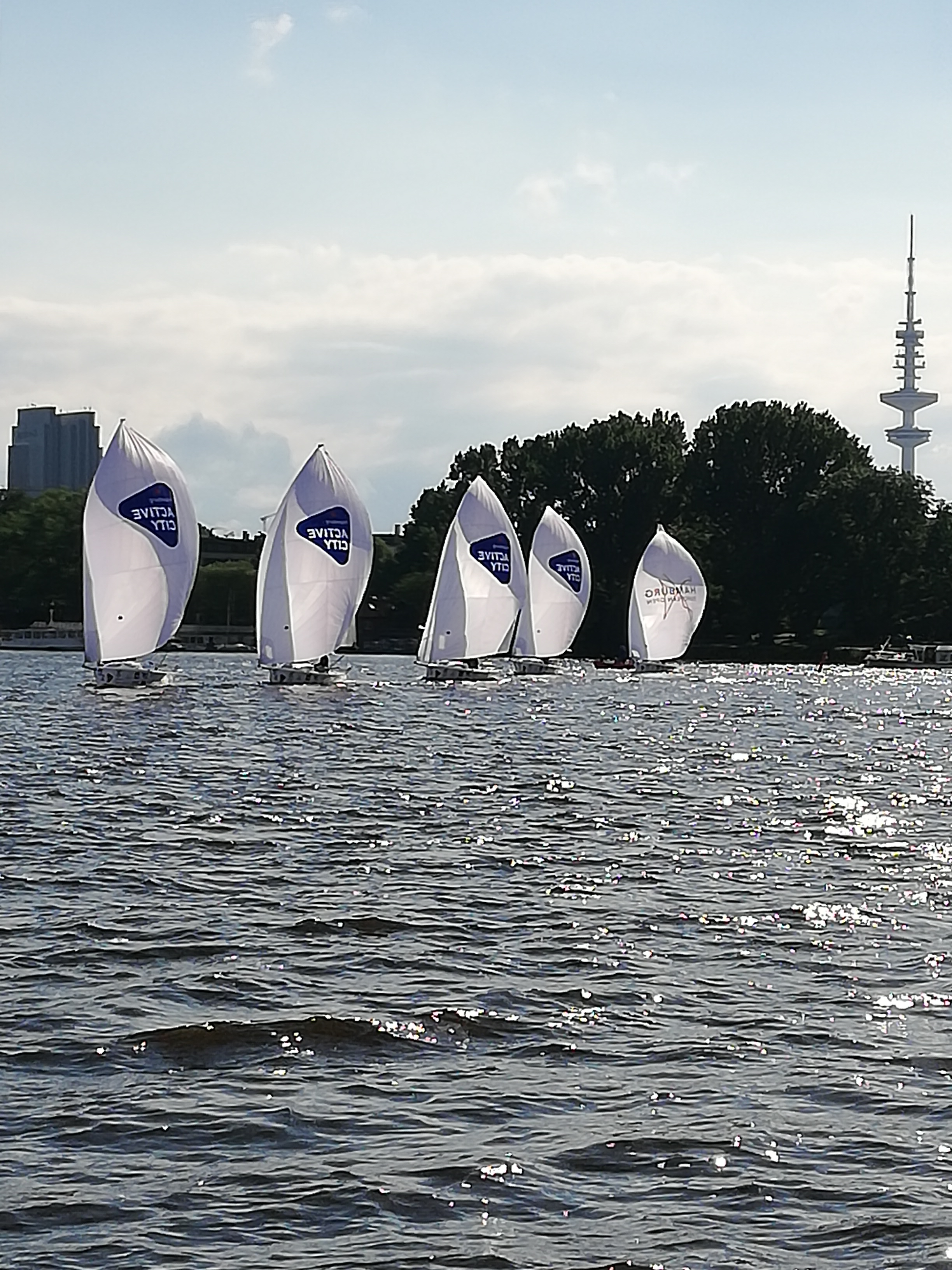
Helga Cup 2019, Bahn: Active City

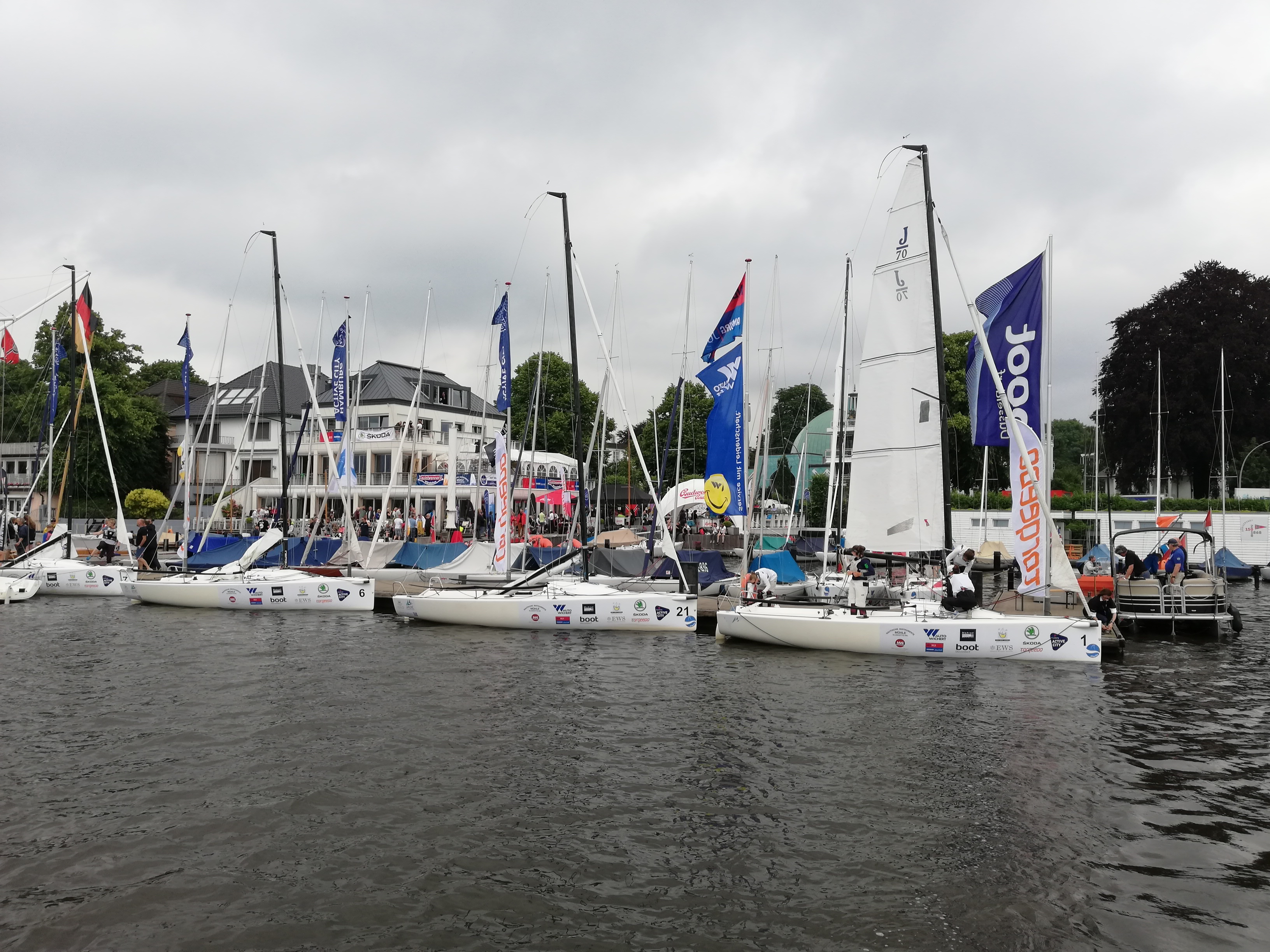
Helga Cup 2019, J/70 Teilnehmerboote vor dem NRV

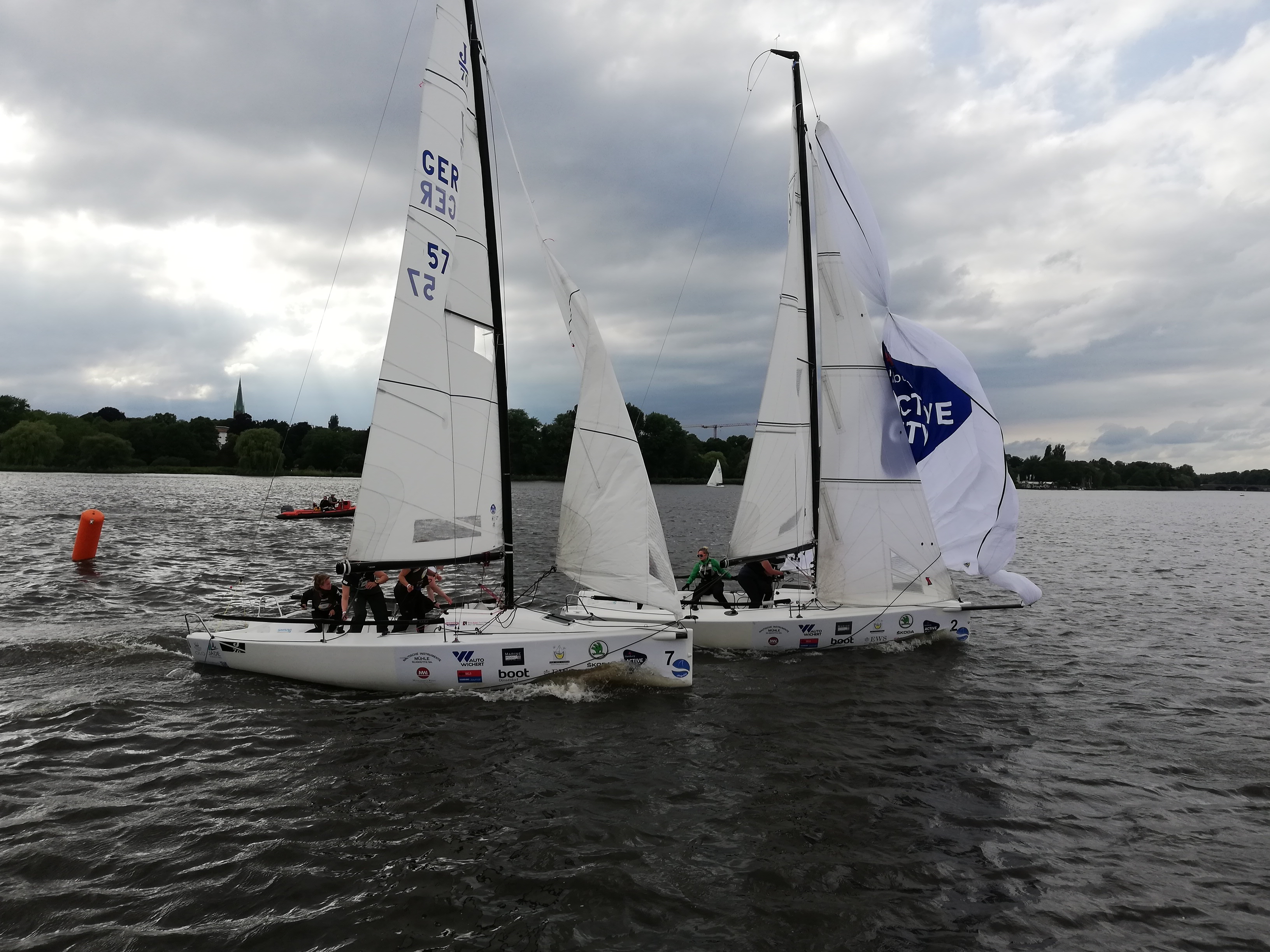
Helga Cup 2019

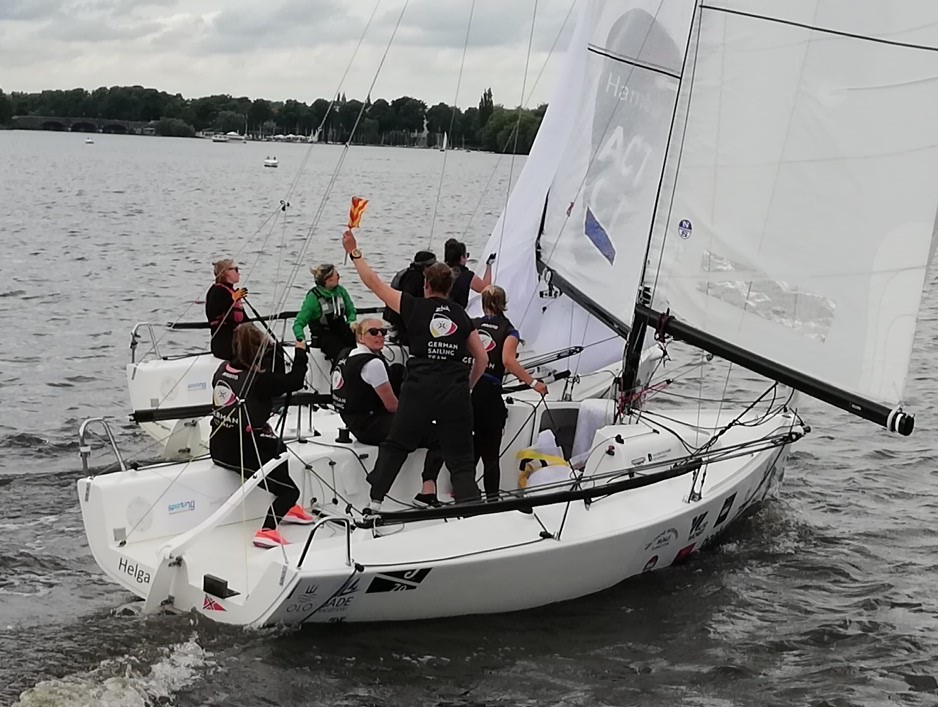
J/70 Helga, Namensgeberin des Helga Cup

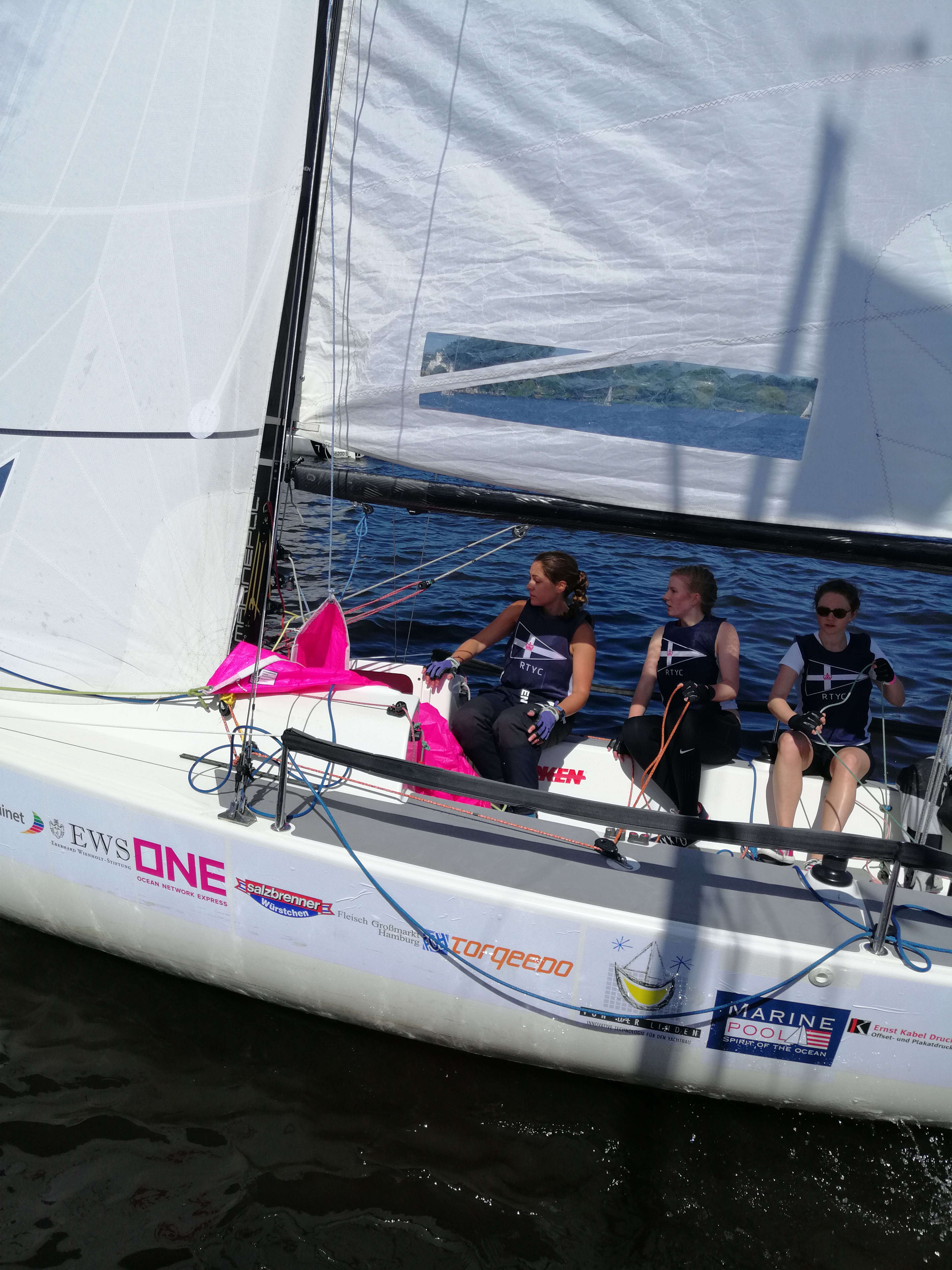
Helga Cup 2022, Team des Royal Thames Yacht Club (RTYC)

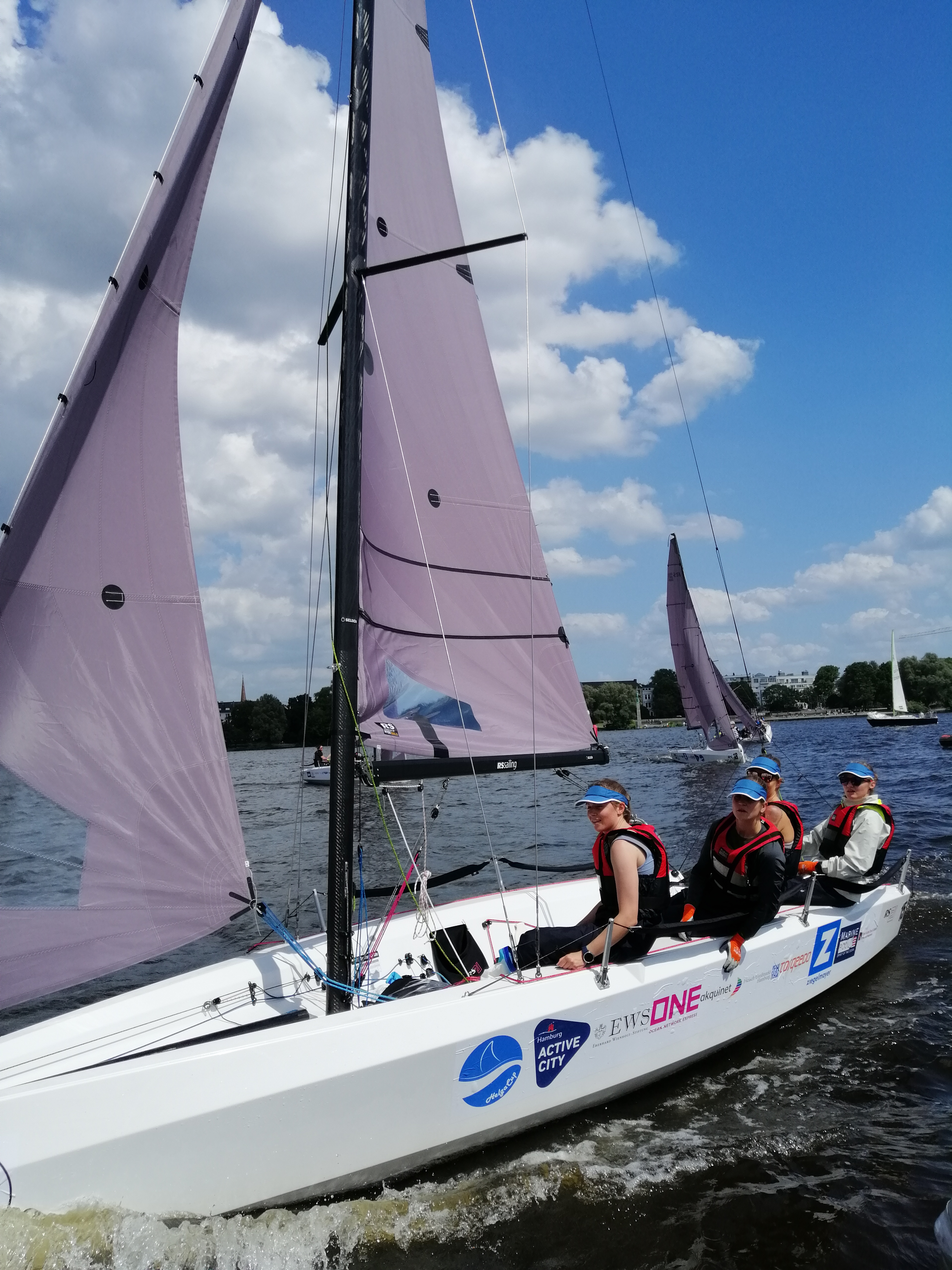
Helga Cup 2022, RS 21

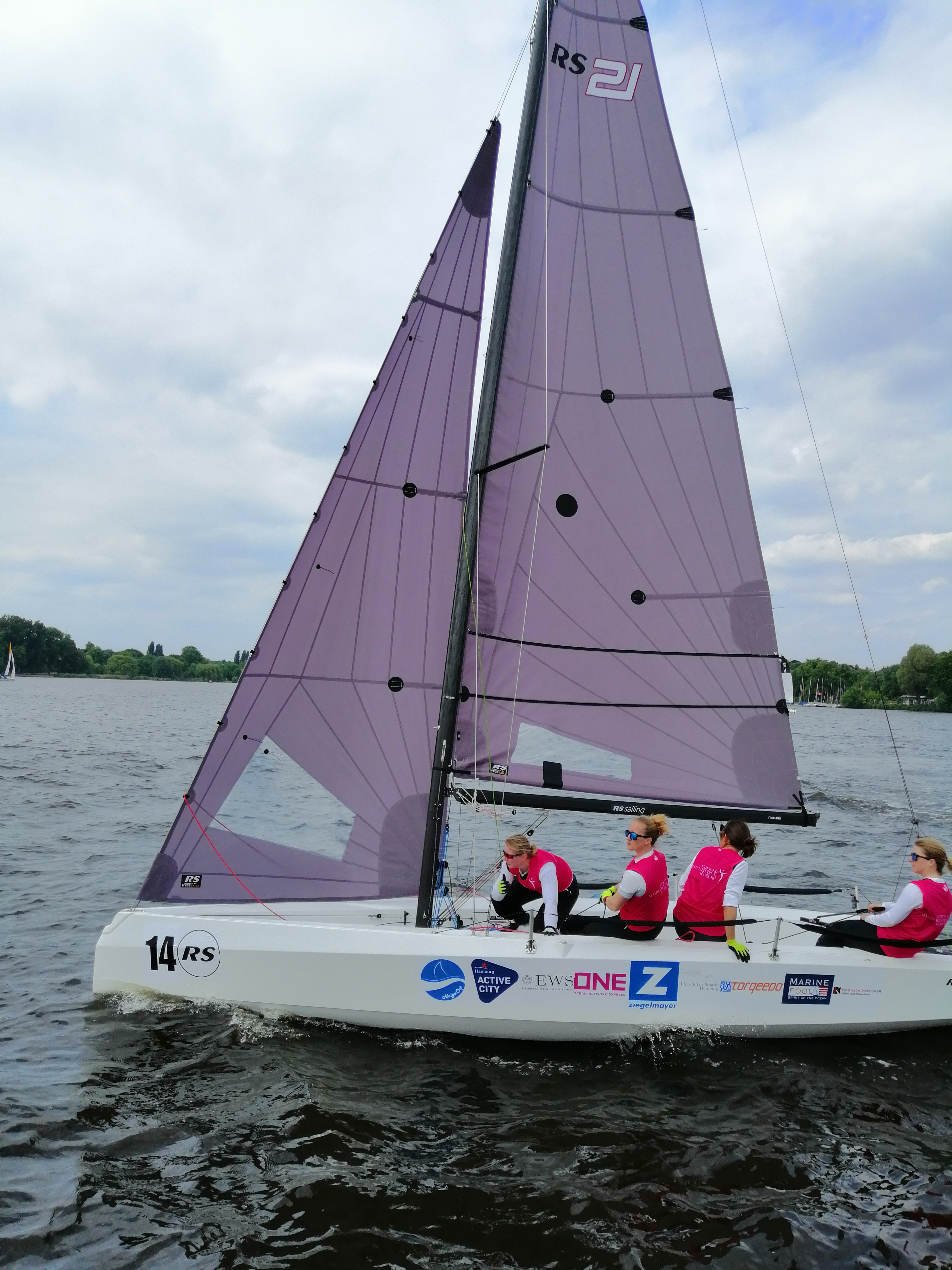
Helga Cup 2022, Siegerteam Stiftung Mammazentrum

Der Helga Cup ist eine Regatta nur für Frauenteams, die zum ersten Mal 2018 vom Norddeutschen Regatta Verein (NRV) in Hamburg auf der Außenalster ausgerichtet wurde. Der Helga Cup war von dem Yachtsportfotografen Sven Jürgensen, dem Norddeutschen Regatta-Verein und dem Helga-Cup-Team 2018 ins Leben gerufen worden und etablierte sich aus dem Stand als größte Frauenregatta weltweit. 248 Seglerinnen jeglichen Alters, aus unterschiedlichen Bootsklassen kommend und mit verschiedenen seglerischen Vorkenntnissen, waren beim Auftakt 2018 dabei. Die zweite Auflage des Helga Cup fand im Juni 2019 mit 76 Teams und über 300 Teilnehmerinnen auf der Außenalster statt. Der Helga Cup 2019 wurde noch internationaler. Vier dänische Crews, je zwei Teams aus den USA, aus der Schweiz, aus Österreich, aus Schweden, Teams aus Ungarn, Spanien, Italien, Niederlande und der Royal Cape Yacht Club aus Südafrika hatten gemeldet.

## Idee und Name
Die Idee zum Helga Cup wurde nach dem Segel-Media-Cup 2017 geboren. Hier starten Segler aus der Medien-Branche aus ganz Deutschland. Es gab aber nur eine einzige reine Frauencrew. Sven Jürgensen entwickelte zusammen mit dieser Frauencrew die Idee für den Helga Cup – eine reine Frauenregatta. Der Name Helga Cup ist abgeleitet von dem Boot des NRV Helga, auf dem die Kielbomben – die einzige rein weibliche Mediencrew vom Media-Cup trainiert hatte.

## Konzept
Das Konzept des Helga Cup sieht Vierer-Teams vor, die auf jeweils baugleichen Booten der Klasse Seascape 24/J/70 antreten. Im Jahr 2019 wurden nur J/70 verwendet, die der Veranstalter NRV stellte. So haben alle Teams die gleichen Chancen und können mit wenig Aufwand am Wettbewerb teilnehmen. Die Crews treten in verschiedenen Flights an, das sind Kurzrennen zwischen 10 und 12 Minuten Dauer. So wird gewährleistet, dass alle Teams mindestens einmal gegeneinander segeln. Die zehn punktbesten Teams segeln schließlich in dem Finalrennen um den Sieg, ohne Rücksicht auf die bisher erlangten Punkte.

## Helga-Cup-Bewegung als Ganzjahreskonzept
Der Norddeutschen Regatta Verein bietet vor der eigentlichen Regattaveranstaltung bundesweite „Helga Cup“-Trainingskonzepte an. Die Seglerinnen können kostenlos oder für sehr geringe Kosten in „Helga Cup“-Partnerclubs trainieren. Segel-Clubs am Bodensee, dem Starnberger See, aus Nordrhein-Westfalen, Berlin und Glücksburg bieten solche Helga-Cup-Trainings an. Die Helga Cup Partnerclubs sind: Württembergischer Yacht-Club (WYC), Flensburger Segel-Club (FSC), Heinz Nixdorf, Verein zur Förderung des Segelsports, Hamburger Segel-Club (HSC). Der Haupttrainingsort ist Hamburg auf der Alster. Es stehen den Seglerinnen ganzjährig mehr als sechs Trainingsboote zur Verfügung. Mit erfahrenen Seglerinnen und Seglern aus dem Leistungssportbereich wurden zum „Helga Cup“ 2018 fast jedes Wochenende Trainings auf der Alster mit Helga-Cup-Crews veranstaltet. Dieses Konzept wird 2019 weitergeführt. Viele erfahrene Seglerinnen und Seglern aus dem Leistungssportbereich unterstützen das Training. TOP-Segelrinnen wie Silke Basedow, Luisa Krüger oder ehemalige Olympiasegler wie Tobias Schadewaldt geben kostenlose „Helga Cup“-Workshops. 2018 haben über 180 Seglerinnen aus ganz Deutschland ein Helga-Cup-Ganztagesseminar in Hamburg besucht. Zur Schulung gehören auch Regelkunde, Taktik, Teamkommunikation und viele weitere relevante Regattathemen.

## Fräulein Helga Cup
Innerhalb des Helga Cup findet am letzten Tag vor dem Finalrennen eine Wettfahrt für Mädchen in der Optimist-Jolle statt. Die Regattabahn liegt direkt vor der Steganlage des NRV.

## Medienecho
Das Medienecho zum „Helga Cup“ und die mediale Aufmerksamkeit waren sehr hoch. Laut der Fachzeitschrift „Yacht“ hat kein bisheriges Regattaformat in der Gründungsphase eine solche mediale Aufmerksamkeit erreicht. Die mediale Begleitung wird auch durch den sehr eng mit dem „Helga Cup“ verzahnten „Segel Media Cup“ garantiert. Dies reichte z. B. von aktuellen Live-Beiträgen in NDR aktuell über Lifestyle-Berichte in der Welt und taz bis hin zu Hörfunk-, Fernseh- und Print-Reportagen.
Die mediale Aufbereitung erfolgte von der Firma SAP. Alle Teilnehmeryachten, Startschiffe, Wendemarken und Bojen wurden mit Trackern versehen, sodass das Regattageschehen auf dem Bildschirm visualisiert werden konnte. Weiterhin übertrugen Kameras auf dem Wasser und mit Kameras bestückte Drohnen das Geschehen auf der Außenalster unterstützt durch fachkundige Kommentatoren.

## Helga Cup Siegerteams
| Jahr | Teams | Gold | Silber | Bronze |
| ---- | ----- | --- | --- | --- |
| 2018 | 62    | Deutschland, DSV Kader II Svenja Weger Susann Beucke Nadine Böhm Ann Kristin Goliaß Deutscher Segler-Verband                                                    | Deutschland, Fantastic Four Johanna Meier Pia Sophie Wedemeyer Charlotte Braun-Dulläus Juliane Zepp Akademischer Segelverein Warnemünde | Deutschland, HSC Women’s Team Silke Basedow Luisa Krüger Anke Lukasch Maren Hahlbrock Hamburger Segel-Club         |
| 2019 | 76    | Deutschland, NRV-Pulvermädels Nicola Parlow Anika Pohlenz Melanie Schum Claudia Langenhan Norddeutscher Regatta Verein                                          | Deutschland, HSC Women’s Team Silke Basedow Luisa Krüger Anke Lukasch Maren Hahlbrock Hamburger Segel-Club                              | Schweiz, SVT-Ladies Mara Bezel Alexa Bezel Giulia Corbelli Fiona Müdespacher Segler-Vereinigung Thalwil            |
| 2020 | 42    | Deutschland, HSC Women’s Team Silke Basedow Luisa Krüger Marion Rommel Juliane Zepp Hamburger Segel-Club                                                        | Deutschland, Sahneschnitten Maike Roos Kirsten Roos Maren Roos Julia Achterberg Segler-Vereinigung Wuppertal                            | Deutschland, Goldelsen Carla Gerlach Luise Schott Charlotte Graffunder Ann-Zoë Riethmeister Berliner Yacht-Club    |
| 2021 | 55    | Deutschland, HSC Women’s Team Silke Basedow Maren Hahlbrock Marion Rommel Juliane Zepp Hamburger Segel-Club                                                     | Deutschland, HNV-Academy Maike Roos Kirsten Roos Maren Roos Julia Achterberg Heinz Nixdorf Verein zur Förderung des Segelsports         | Deutschland, Goldelsen Jessica Niedlich Luise Schott Charlotte Graffunder Ann-Zoë Riethmeister Berliner Yacht-Club |
| 2022 | 51    | Deutschland, Stiftung Mammazentrum Silke Basedow Maren Hahlbrock Luisa Krüger Juliane Zepp Hamburger Segel-Club                                                 | Deutschland, Goldelsen Jessica Niedlich Luise Schott Charlotte Graffunder Ann-Zoë Riethmeister Berliner Yacht-Club                      | Deutschland, Scål Team Ava Momm Carolin Schaaff Svea Wrede Luisa Chassol Norddeutscher Regatta Verein              |
| 2023 | 58    | Deutschland, Stiftung Mammazentrum Silke Basedow Maren Hahlbrock Marion Rommel Juliane Zepp Hamburger Segel-Club                                                | Deutschland, Goldelsen Carla Gerlach Marie Hochkirch Hannah Weggässer Ann-Zoë Riethmeister Berliner Yacht-Club                          | Deutschland, VSaW Ladies Frederike Westphalen Sophie Wensel Julia Vitek Anna Krömke Verein Seglerhaus am Wannsee   |
| 2024 | 73    | Deutschland, NRV Women Team Julia Kühn Birte Berger Luisa Krüger Nina Erbach Norddeutscher Regatta Verein                                                       | Deutschland, Stiftung Mammazentrum Juliane Zepp Marion Rommel Maren Hahlbrock Lea Beele Hamburger Segel-Club                            | Deutschland, Südseeperlen Lena Deike Ida Bachschmidt Ellen Bauer Rosane Schnetz Württembergischer Yacht-Club       |
| 2025 | 61    | Deutschland, Die Fiven Helen Fischer, Segler-Verein Stößensee Ulrike Ellmer, Yachtsport-Club Deutschland Ulrike Heck, Martina Braune Segelclub Märkischer Adler | Deutschland, Nordkomplott Marla Bergmann Hanna Wille Alicia Stuhlemmer Laura Bo Voß Mühlenberger Segel-Club                             | Deutschland, Stiftung Mammazentrum Juliane Zepp Marion Rommel Maren Hahlbrock Lea Beele Hamburger Segel-Club       |

## Helga Cup INKLUSION
Im Jahr 2020 startete das erste Mal der „Helga Cup INKLUSION“ unter der Schirmherrschaft von Bahnradolympiasiegerin Kristina Vogel als Einladungsrennen für Frauen mit und ohne Handicap. In Zweier-Teams traten die Crews auf einer eigenen Bahn parallel zum Helga Cup gegeneinander an und wurden Teil der großen Helga Familie. Gesegelt wird auf gestellten speziellen Inklusions-Booten vom Typ SV/14, bei dem die beiden Crew-Mitglieder hintereinander auf beweglichen Sitzen die Jolle bedienen. Auf der hinteren Position wird mit einem Lenker gesteuert, vorn werden die Segel bedient. In der Inklusionsklasse wird 2024 mit dem Boot RS Venture Connect gesegelt.

## Helga Cup INKLUSION Siegerteams
| Jahr | Teams | Gold                                                                                                | Silber                                                                                             | Bronze                                                                                                  |
| ---- | ----- | --------------------------------------------------------------------------------------------------- | -------------------------------------------------------------------------------------------------- | --- |
| 2020 | 5     | Deutschland, Blondies Luise Wanser Kirsten Bruhn                                                    | Deutschland, Sailing Wheels Anastasiya Winkel Kristina Vogel Norddeutscher Regatta Verein          | Deutschland, Fock‘n Roll Susanne Krause Katharina Menge Plauer Hai-Live                                 |
| 2021 | 5     | Deutschland, LilleHei Heike Gerken Lillemor Köper Fußball-Club St. Pauli von 1910 – Segelabteilung  | Deutschland, Fock‘n Roll Susanne Krause Katharina Menge Plauer Hai-Live                            | Niederlande, Dutch Ladys Alice van der Ham Elles van der Meer-Oudejans KWV Frisia                       |
| 2022 | 6     | Deutschland, Silber Susann Beucke Anne Patzwald Norddeutscher Regatta Verein                        | Deutschland, LilleHei Heike Gerken Lillemor Köper Fußball-Club St. Pauli von 1910 – Segelabteilung | Deutschland, Fock‘n Roll Susanne Krause Katharina Menge Plauer Hai-Live                                 |
| 2023 | 5     | Deutschland, Silke & Betty Betty Pabst Silke Fossek Seglerverein Leipzig                            | Deutschland, HeiMare Heike Gerken Maren Holzhauser Neustädter Segelverein                          | Deutschland, Team 3 1/2 Nadine Löschke Maria Marquardt Fußball-Club St. Pauli von 1910 – Segelabteilung |
| 2024 | 11    | Deutschland, Team Nomine Nomine Jara Fabian Jola Schönbeck Wir sind Wir – Inclusion in Sailing/NRV  | Norwegen, Sailing Grace Henriette Smith Solfrid Lindhjem Kvinnesland                               | Deutschland, Team Spontan Renate Schröder Saskia Gense Segler-Verein Trave                              |
| 2025 | 12    | Deutschland, Team Alstersailor Renate Schröder Daniela Möller Team Alstersailor/Segler-Verein Trave | Deutschland, Team Nomine Nomine Jara Fabian Jola Schönbeck Wir sind Wir – Inclusion in Sailing/NRV | Deutschland, Team Sophia Sophia Hein Doris Wilke Yachtclub Ruhrland Essen                               |